# Lisa Peluso
Lisa Peluso (Filadélfia, Pensilvânia, 29 de Julho de 1964) é uma atriz estadunidense, mais conhecida por interpretar Ava Rascott Masters em Loving e como Lila Hart Roberts Cory Winthrop em Another World.

## Biografia

### Vida pessoal
Desde 10 de Junho de 1995, Peluso é casada com o fotógrafo Brad Guice. A primeira filha do casal, Phoebe Ann, nasceu em 29 de Julho de 1999, enquanto o segundo filho nasceu em 2002, e se chama Parker. A segunda gestação de Peluso foi documentada em um episódio de A Baby Story, do canal TLC.

### Carreira
A carreira de Peluso começou aos nove anos, quando esta participou de Gypsy, um musical da Broadway, que tinha como estrela Angela Lansbury. Aos 12 anos, a atriz fez sua estréia no cinema, interpretando a irmã mais nova de Tony Manero no clássico Saturday Night Fever. No mesmo ano, Lisa começou a interpretar a jovem Wendy em Search for Tomorrow, num papel que durou nove anos.
Outros papéis importantes incluem Ava Rescott Masters em Loving, Lila Hart Roberts Cory Winthrop em Another World e As the World Turns, e duas personagens em One Life to Live, Billie Giordano, de 1987 a 1988, e Gina Russo, durante o ano de 2001.
Entre 2001 e 2008, a atriz migrou para o teatro, onde participou de peças como Evil Little Thought, The King and I, Light Burgers Waltzing through the Garden with Joe, No Tomorrows, Sweet Sound of the Trumpets e Terry Neal's Future. Em 2008, a atriz voltou ao cinema como Judy Carreck no filme The Drum Beats Twice.

## Filmografia

### Televisão
- 2001 One Life to Live como Regina Maria "Gina" Russo
- 1999 As the World Turns como Lila Winthrop
- 1999 Another World como Lila Hart Roberts Cory Winthrop
- 1995 Loving como Ava Rescott Forbes Alden Masters
- 1987 Designing Women como Shannon Gibbs
- 1987 Hunter como Wendy Lindquist
- 1986 Search for Tomorrow como Wendy Wilkins McNeil Carter
- 1975 Somerset como Libby Wheeler

### Cinema
- 2008 The Drum Beats Twice como Judy Carreck
- 1977 Saturday Night Fever como Linda Manero

## Prêmios
| Ano  | Premiação                | Categoria               | Indicado(s)            | Resultado |
| ---- | ------------------------ | ----------------------- | ---------------------- | --------- |
| 1994 | Soap Digest Opera Awards | Melhor "ladra de cenas" | Lisa Peluso por Loving | Indicado  |